# Dick Beekman
Dick Beekman, geboren te Assen, is een Nederlandse puzzelmaker en auteur van uitgaven op het gebied van puzzelen. 
Al sinds zijn jeugd verzamelde Beekman alles wat met wiskundige of natuurkundige puzzels te maken had. Zijn zoon Michiel bracht ze in 1994 uit met eigen toevoegingen onder  de titel Hersenkrakers. 
In zijn 35.000 Anagrammen zijn woorden in alfabetische volgorde van de samenstellende letters opgenomen en naar woordlengte gerangschikt, van zeven tot en met dertig letters.
In 1994 verscheen Woordzoeker, een puzzelwoordenboek waarin de samenstellende letters van woorden in canonieke vorm zijn opgenomen. Achter elke canonieke vorm staat het anagram dat daarvan gemaakt kan worden. Zo wordt de naam ‘monument’ in de rubriek 8 letters weergegeven als emmnnotu - monument. Woorden met dezelfde canonieke vorm zijn anagrammen van elkaar. Als de letters waaruit een woord bestaat bekend zijn, in alfabetische volgorde worden geplaatst, verschaft het een canoniek woordenboek de oplossing(en). Canonieke woordenlijsten bieden steun bij het oplossen van anagrampuzzels, cryptogrammen, visitekaartjes, zandlopers, piramides en koppelraadsels, maar ook bij scrabble. 
Beekman publiceerde tussen 2004 en 2011 in het wiskundetijdschrift voor jongeren Pythagoras. De rubriek Kleine nootjes bevatte opgaven die weinig of geen wiskundige voorkennis vereisen om op te lossen. Hij werkte hierbij samen met Jan Guichelaar. 
Sinds 2011 is hij als puzzelmaker actief voor een site voor liefhebbers van cryptogrammen.